# 마디아데샤
마디아데샤(산스크리트어: मध्यदेश 마디야데샤)는 고대 인도의 다섯 하위 구역 중 하나로 갠지스강과 야무나강 상류에서부터 프라야가에서 두 강이 합류할 때까지 뻗어 있었다. 마디아데샤의 영토는 지리적으로 뿐만 아니라 문화적으로도 일관된 실체를 구성하고 있다. 고대 북인도(아리아바르타) 내부에서 이 지역은 극초기부터 역사의 주요 흐름과 문명의 확산을 이끄는 데 중요한 역할을 해왔다.
역사적으로 마디아데샤는 카나우지가 지배했으며, 카나우지는 마디아데샤와 주변 아리아바르타의 중심지이자 문화 수도였다.
기원전 6세기부터 이 지역의 역사를 제대로 복원할 수 있다. 라마야나와 마하바라타 두 서사시에서 언급된 신과 영웅들이 이곳에 살았기 때문에 이 지역 전체가 힌두 신화에서 신성한 곳으로 여겨진다. 그 후의 역사는 푸라나 및 다른 힌두교 경전과 뒤섞이게 되었다. 이 지역에서 쿠루, 판찰라, 코살라, 쿠샨 제국과 굽타 제국 등 여러 대국들이 흥망성쇠를 겪었다. 서기 6세기 굽타 왕조가 멸망한 후 이 지역은 지역 세력인 카나우지의 마우카리 왕조와 타네슈와르의 푸슈야부티 왕조가 통치했다. 구르자라-프라티하라와 가하드발라는 9세기와 10세기 동안 이 지역을 지배했다.